# RTL Nederland
RTL Nederland Holding BV est  une société de production audiovisuelle néerlandaise, filiale de la CLT-UFA S.A. jusqu'au 30 juin 2025. Elle devient  une filiale de DPG Media au 1er juillet 2025. La société est basée à Hilversum, et bien que les licences de ses huit chaînes de télévision soient officiellement luxembourgeoises, la société vise le marché néerlandais.

## Histoire
Le groupe s'appelait initialement RTL Véronique S.A. de 1989 à juin 1990, puis RTL 4 S.A. jusqu'en 1996 où le groupe devient de Holland Media Groep S.A. En 2004, il est rebaptisé RTL Nederland.
Le 26 juin 2007, la CLT-UFA et sa filiale RTL Nederland signent un accord avec la société de John de Mol, Talpa Media Holding BV, pour l'acquisition de sa station de radio Radio 538 et de ses actifs télévisuels comprenant la chaîne de télévision Tien, les droits sportifs et les principaux programmes et fictions des Pays-Bas. Talpa Media Holding acquiert en retour 26,3 % du capital de RTL Nederland à qui elle fournit en exclusivité de première diffusion aux Pays-Bas les formats développés par son unité de création. En 2012, RTL Group a exercé son droit d'option sur les parts de Talpa Media Holding dans RTL Nederland et les a racheté contre 100 % des parts de Radio 538 pour Talpa Media Holding.
En décembre 2023, RTL Group annonce la vente de RTL Nederland à DPG Media pour 1,1 milliard de dollars. La vente est officialisée le 1er juillet 2025.

### Identité visuelle (logo)

Logo de 1996 à 2004.
Logo de 2004 à 2016.
Logo de 2016 à 2023.

## Organisation

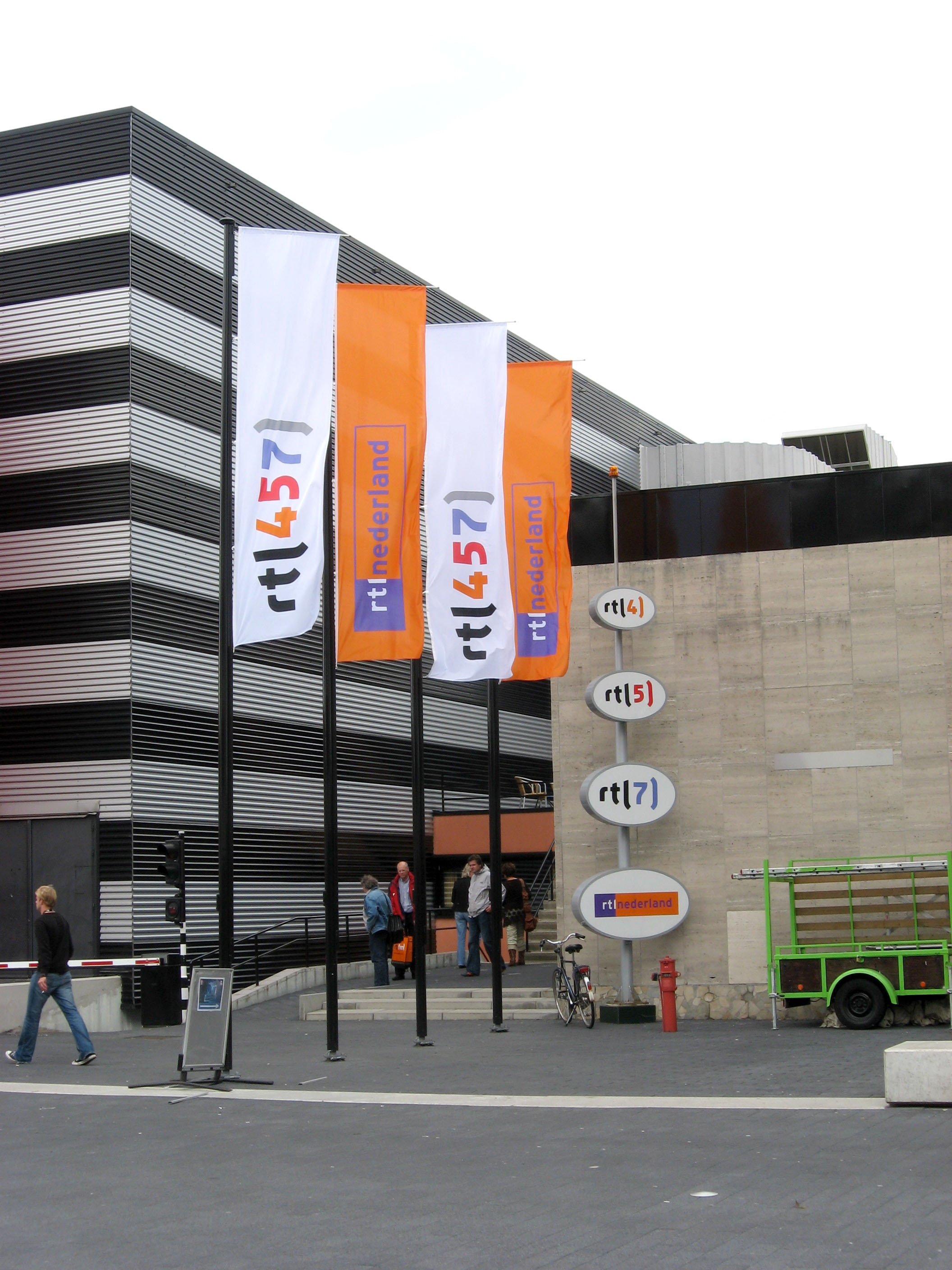
Siège de RTL Nederland au Media Park d'Hilversum

### Dirigeants
- Freddy Thyes : 02/10/1989 - 1994
- Henri Roemer : 1994 - 31/07/2003
- Dick van de Graaf: 1998 - 2003
- Fons van Westerloo : 01/08/2003 - 31/01/2008
- Bert Habets : 01/02/2008 - 01/07/2017
- Sven Sauve : 01/07/2017 -

### Siège
RTL Nederland est installé au Media Park au Sumatralaan 47 à Hilversum aux Pays-Bas.

## Activités

### Radio
| Nom | Catégorie | Détention |
| --- | --------- | --------- |

### Télévision
RTL Nederland réalise et produit tous les programmes diffusés sur les huit chaînes de télévision à licence luxembourgeoise diffusées par la CLT-UFA depuis le Luxembourg vers les Pays-Bas.
| Nom          | Catégorie                                                 | Détention     |
| ------------ | --------------------------------------------------------- | ------------- |
| RTL 4        | Chaîne généraliste.                                       | 100 % CLT-UFA |
| RTL 5        | Chaîne généraliste.                                       | 100 % CLT-UFA |
| RTL 7        | Chaîne généraliste destinée aux hommes.                   | 100 % CLT-UFA |
| RTL 8        | Chaîne généraliste destinée aux femmes.                   | 100 % CLT-UFA |
| RTL Z        | Chaîne thématique d'information économique et financière. | 100 % CLT-UFA |
| RTL Lounge   | Chaîne généraliste destinée aux jeunes femmes.            | 100 % CLT-UFA |
| RTL Crime    | Chaîne thématique consacrée aux séries policières.        | 100 % CLT-UFA |
| RTL Telekids | Chaîne thématique consacrée aux enfants.                  | 100 % CLT-UFA |